# كلية العلوم الإسلامية في الجزائر
كلية العلوم الإسلامية في الجزائر العاصمة هي كلية علوم الشريعة أول مؤسسة علمية أكاديمية تم تأسيسها في عهد الاستقلال، تقع ضمن حي الخروبة في بلدية حسين داي بولاية الجزائر قرب محطة قطار المقارية.
وهي مؤسسة جامعية تابعة لجامعة الجزائر تحت وصاية وزارة التعليم العالي والبحث العلمي الجزائريين.

## تاريخ النشأة
تعتبر كلية العلوم الإسلامية بالخروبة أول مؤسسة إسلامية أكاديمية علميا تم تأسيسها في عهد الاستقلال الوطني الجزائري، وقد جاء هذا التأسيس ليلبي حاجة الأمة الجزائرية إلى من يعلمها أمر دينها وليعبر عن أصالتها وانتمائها الإسلامي الأصيل، وامتدادا لجهود السابقين من علماء الأمة وبعثا وتجديدا لقلاع العلم والمعرفة التي امتدت في ربوع بلدنا الحبيب مند مدارس تلمسان وبجاية إلى عهد العلامة المصلح عبد الحميد بن باديس.
فتأسست كلية العلوم الإسلامية تحت اسم معهد العلوم الإسلامية بجامعة الجزائر بالجزائر العاصمة في عام 1402 هـ الموافق لسنة 1982م بمقتضى المرسوم رقم 82 – 23 المؤرخ في 20 ربيع الأول عام 1402 هـ الموافق لـ 16 يناير سنة 1982 والمعدل للمرسوم رقم 81 – 28 المؤرخ في 8 جمادى الأولى عام 1401 الموافق لـ 14 مارس سنة 1981 الذي بموجبه يحدث معهدًا للعلوم الإسلامية بجامعة الجزائر.
ثم تحول المعهد إلى «معهد وطني عالي لأصول الدين» بمقتضى المرسـوم رقم: 85 – 174 المؤرخ الذي جعله معهد العلوم الإسلامية معهدا وطنيا عاليا لأصول الدين وفي إطار الإصلاح الهيكلي الذي عرفته الجامعة الجزائرية تحول المعهد العالي الوطني لأصول الدين إلى كلية للعلوم الإسلامية تابعة لجامعة الجزائر وذلك بمقتضى المرسوم التنفيذي رقم 98 – 253 المؤرخ في 24 ربيع الثاني عام 1419 الموافق 17 غشت سنة 1998 وتطبيقا للمادة الثانية منه والتي بموجبها أنشئت الكليات التابعة لجامعة الجزائر منها كلية العلوم الإسلامية.

## المهام
لا يمكن الحديث عن كلية العلوم الإسلامية، إلا من خلال التذكير بأنها أمنية الصلحاء والعلماء قديمًا وحديثًا في أن تكون للجزائر جامعة وقاعدة علمية شبيهة بجامع القرويين بفاس، أو جامع الزيتونة بتونس، أو الأزهر الشريف بالقاهرة. رسائل جامعية (ماجستير-دكتوراه) من كلية العلوم الإسلامية جامعة الجزائر.
لما استعادت الجزائر سيادتها المغتصبة، فكر الصالحون من هذا البلد في الشأن الثقافي الجزائري، ونظرًا بأن التحرير لا يمكن أن يكون كاملا إلا إذا استعادت الجزائر عافيتها الفكرية والحضارية، في مواجهة المسخ والغزو الثقافي والفكري، لم يجد المخلصون من أبناء هذا الوطن إلا إحياء العربية على ألسنة الجزائريين وتمكينهم من فهم دينهم الإسلامي الحنيف ولا يمكن أن يتأتَّى هذا إلا بإنشاء منارة علمية إسلامية بالعاصمة، أوَّلاً، ثم تعميم ذلك على العواصم الجهوية الأخرى، كقسنطينة ووهران.
استطاع جمع من الحريصين ومن خلال سعيهم لدى الجهات الوصية من فتح معهد العلوم الإسلامية بالجامعة المركزية، وبدأ بأساتذة معيدين لا يزيدون عن أصابع اليد الواحدة، وتطور هذا المعهد إلى المعهد الوطني العالي، فكلية العلوم الإسلامية حاليا التي تخرج فيها عشرات الباحثين وعشرات الحفاظ لكتاب الله والآلاف من حملة الليسانس والعشرات من حملة الماجستير والدكتوراه؛ هي الآن مؤسسة جامعية محترمة تحتفل بمرور 25 سنة على تأسيسها، وتعد ما يزيد عن 91 أستاذًا في مختلف تخصصات العلوم الإسلامية.

## الأقسام
تضم كلية الخروبة ثلاثة أقسام دراسية، هي:
1. قسم الشريعة الإسلامية.
2. قسم العقائد والأديان.
3. قسم اللغة العربية والحضارة الإسلامية.

## الإحصائيات
تتميز هذه الكلية بأرقام معبرة هي:
- عدد الطلبة الذين يزاولون سنويا دراستهميفيها: 5,000 طالب جامعي.
- عدد قاعات الأعمال الموجهة الدراسية: 13 حجرة دراسية.
- عدد المدرجات الخاصة بالمحاضرات: 3 مدرجات.

## الإدارة
يسهر على شؤون عدد من الإطارات موزعين على النحو التالي:
1. العميد.
2. نائب العميد المكلف بالدراسات في مرحلة التدرج، وشؤون الطلبة.
3. نائب العميد المكلف بالدراسات العليا في مرحلة ما بعد التدرج، والبحث العلمي والعلاقات الخارجية.
4. الأمين العام المكلف بالإدارة والمالية.
5. رؤساء الأقسام.
6. مسؤول المكتبة الجامعية.
7. رئيس المجلس العلمي.

## العمداء
توالى على إدارة كلية العلوم الإسلامية في الجزائر العديد من العمداء منذ إنشائها في سنة 1982م.
| رقم | العميد                                                         | البداية        | النهاية        |
| --- | -------------------------------------------------------------- | -------------- | -------------- |
| 01  | عمار مساعدي                                                    | 1995م          | 1 أفريل 2002م  |
| 02  | عمار مساعدي                                                    | 1 أفريل 2002م  | 27 مارس 2014م  |
| 03  | عمار مساعدي                                                    | 27 مارس 2014م  | 15 جانفي 2016م |
| 04  | محمد يعيش الأستاذ محمد يعيش عميدا جديدا لكلية العلوم الإسلامية | 15 جانفي 2016م | حاليا          |

## النشاطات
تساهم كلية العلوم الإسلامية في تنشيط الحركة العلمية والثقافية في ولاية الجزائر، بإقامة أيام دراسية، وتنظيم ملتقى سنوي يعالج مختلف القضايا المستجدة على الساحة العربية والعالمية في ضوء أحكام الشريعة الإسلامية.
وتعد المجلة، والملتقيات، من أهم ما يميز الكلية ويبوِّئُها مكانة محترمة في الساحة الجامعية.

## مجلة الكلية
تقوم هذه الكلية بإصدار مجلة محكمة دورية تسميتها «مجلة الصراط».

## المكتبة
تعتبر المكتبة الجامعية في كلية العلوم الإسلامية بالجزائر بمثابة الجهاز الرئيس للتعليم والبحث العلمي، كما تعد القلب النابض في عملية نشر العلم وتيسيره للطلبة على اختلاف مستوياتهم، وبحسن أدائها يتحسن أداء الطالب ويرتقي مستوى الأستاذ، وبفشلها يتعطل كل مجهود.
ومن أجل أداء مهمامها النبيلة، فإن مكتبة كلية العلوم الإسلامية تسعى إلى تطوير إمكاناتها العلمية والعملية خدمة للعلم وأداء للأمانة.
وتضع هذه المكتبة تحت تصرف الأساتذة والباحثين والطلبة المسجلين بها بصفة نظامية كامل رصيدها المكتبي المتمثل في عدد من الكتب المتخصصة، والرسائل الجامعية، والمجلات والدوريات في مختلف ميادين العلوم والمعرفة، وبلغات متعددة.
وقد أنشئت هذه المكتبة إثر تأسيس معهد العلوم الإسلامية التابع لجامعة الجزائر سنة 1982م، لفائدة طلبته والأساتذة العاملين به، ولا يزال رصيد المكتبة العلمي يتزايد حجمه سنة بعد أخرى، كمّا ونوعا، بحيث يمكن أن يلاحظ فيه تطور من حيث أهمية المراجع ونفاستها، وإمكانية الاعتماد عليها لأداء الغرض المتوخى من البحث العلمي الجاد والمتمكن.
ويمكن الاستفادة من رصيد هذه المكتبة واستعمال وسائلها العلمية من طرف الأساتذة وطلبة الكلية، مستخدمي إدارة الكلية، والباحثين المرخص لهم من الجهات المسؤولة في الكلية.
ويتم التسجيل الطلبة آليا في هذه المكتبة عند التسجيل بالجامعة، وتسلم للطالب بطاقة المكتبة تبعا لاستلام وثائق التسجيل الأخرى، ويتم توكيد التسجيل على مستوى مصالح إدارة المكتبة، بتقديم بطاقة القارئ للختم عليها.
ويتم فتح قاعة المطالعة مولود قاسم نايت بلقاسم بمكتبة الكلية كل يوم خلال السنة الجامعية ما عدا يوم الخميس من أيام الأسبوع، وأيام العطل القانونية، من الساعة الثامنة والنصف (8سا و30) صباحا إلى الساعة الرابعة مساءا (16سا).

## البحث المرجعي
يتم البحث العلمي في هذه الكلية من خلال مجموعة من أدوات البحث المرجعي متمثلة في:

### الببليوغرافيات
وظيفتها تقديم معلومات عن مخزون المكتبة العلمي، وهذه الببليوغرافيات تتمثل فيما يلي:
- ببليوغرافية الرسائل الجامعية: وتشمل مجموعة الأبحاث الجامعية، في الدرجات العلمية المختلفة كالدكتوراه والماجستير.
- ببليوغرافية الدوريات: وتحتوي على فهرسة وصفية تقدم للقارئ المعلومات الأساسية حول الدورية من بيان موضوعاتها، والأعداد المتوفرة حسب السنوات لدى المكتبة.

### الفهارس
وهي مجموعة القوائم المختلفة المبينة لمواد المعلومات المكتبية مرتبة وفق نظام معين يسمح بتسجيل الوصف الفني لتلك المواد لتيسير الوصول إليها. وهذه الفهارس تتمثل في:
- فهرس محتويات الدوريات: ويشتمل على نسخ مصورة لمحتويات المجلات العلمية والدوريات الثقافية.
- الفهرس البطاقي: وهو فهرس خاص بمحتويات المكتبة من الكتب العلمية الموسوعية، والثقافية العامة، والبحوث المتخصصة، ويضم هذا الفهرس مدخلين أساسيين للبحث هما:
  - فهرس المؤلف.
  - فهرس العناوين.
  - فهرس أبواب كتب الفقه.
  - فهرس كتب الحديث وشروحها وكتب التخريج.
  - فهرس الكتب باللغة الأجنبية.

### الأدلة
- دليل سور القرآن الكريم في كتب التفاسير.
- دليل الموضوعات الكبرى: ويضم أربعة قوائم هي:
  - القائمة الأولــى: علم الفقه، علم أصول الفقه، التصوف، العقائد.
  - القائمة الثانية: التاريخ والسير، اللغة العربية، اللغات الأجنبية، المعاجم والقواميس، الفلسفة والمنطق.
  - القائمة الثالثة: الإسلام عامة، الحديث وعلومه.
  - القائمة الرابعة: دراسات إسلامية، القرآن وعلومه، تخصصات أخرى.

## الموقع
تقع كلية العلوم الإسلامية غير بعيد عن الطريق السريع بالخروبة في بلدية حسين داي، على طول الشريط الساحلي الممتد من مصب وادي الحراش إلى غاية محطة تحلية المياه بالحامة.
وهذا الموقع الرائع في الشريط الساحلي والواجهة البحرية، في إطار مشروع تهيئة خليج الجزائر، يجعل منه موقعا استراتيجيا مقابلا للطريق السريع على مستوى بلديتي حسين داي وبلوزداد.
تقع هذه الكلية الجامعية على بعد 10 كلم إلى الشرق من مدينة الجزائر العاصمة، وتطل على شاطئ الصابلات، خليج الجزائر والبحر الأبيض المتوسط.

## رسائل الماجستير والدكتوراه
1. تحفة الحذاق شرح لامية الزقاق لأبي حفص عمر بن عبد الله الفاسي من بداية المخطوط إلى نهاية : " الحكم على الغائب " : دراسة وتحقيق.
2. الفتوى في الجزائر، تاريخها، رجالاتها، مدارسها وآفاقها من 1962م إلى 1990م.
3. الآراء والاجتهادات الأصولية للمازري (توفي 536هـ) من خلال كتابه (إيضاح المحصول من برهان الأصول).
4. أجوبة الزرقاني للعلامة المحدث محمد بن عبد الباقي الزرقاني.
5. القواعد والضوابط الفقهية المستخلصة من كتاب أصول الفتيا للإمام ابن حارث الخشني.
6. منهج ابن بطال في تأويل مختلف الحديث من خلال كتابه " شرح صحيح البخاري " من أول كتاب الإيمان إلى آخر كتاب الصلاة نموذجا.
7. منهج الاستنباط من القرآن الكريم عند الإمام محمد الأمين الشنقيطي من خلال كتابه " أضواء البيان في إيضاح القرآن بالقرآن ".
8. جهود أهل السنة والجماعة في الإعجاز اللغوي والبياني للقرآن الكريم : ابن القيم نموذجا.
9. قاعدة " التابع تابع " في الفقه الإسلامي : دراسة تحليلية نقدية مقارنة.
10. الإمام النووي واختياراته الفقهية من خلال " شرح صحيح مسلم ".
11. قاعدة التعبد والتعليل في الأحكام الشرعية وتطبيقاتها الفقهية.
12. العدة في شرح العمدة لعلاء الدين أبي الحسن علي بن إبراهيم بن داود بن سليمان ابن العطار الدمشقي الشافعي (توفي 724هـ) : دراسة وتحقيق من أول الكتاب إلى آخر كتاب الحيض.
13. الآراء الاعتقادية لجمال الدين القاسمي من خلال " محاسن التأويل " : المعاد – نموذجا.
14. آليات الاستنباط عند الإمام محمد الطاهر بن عاشور من خلال تفسيره " التحرير والتنوير ".
15. فقه استثمار الوقف وتمويله في الإسلام.
16. الاجتهادات الفقهية للإمام الباجي من خلال كتابه " المنتقى " : قسم المعاملات.
17. أحكام الإذن الطبي في العمليات الجراحية وأثره – دراسة فقهية طبية –.
18. أحكام التكسب.
19. استثمار أموال اليتامى – دراسة فقهية مقاصدية معاصرة –.
20. مراعاة حال الجاني في عقوبات جرائم الحدود من خلال موانع تنفيذها : دراسة فقهية مقارنة.
21. أحكام وسائل منع الحمل – دراسة طبية فقهية –.
22. أحكام الأبوة في الفقه الإسلامي.
23. إسلام أحد الزوجين وآثاره الفقهية.
24. الإشهار وأثره على رضى المستهلك.
25. الفروق الفقهية عند الإمام الماوردي من خلال كتابه " الحاوي " : قسم العبادات (كتاب الطهارة والصلاة) - جمعا ودراسة -.
26. القواعد الفقهية المستخرجة من كتاب " إحكام الأحكام شرح عمدة الأحكام " لابن دقيق العيد (توفي 702هـ) : جمعا ودراسة.
27. القواعد والضوابط الفقهية المستخرجة من كتاب " المسالك في شرح الموطأ ".
28. المبادئ الثابتة في التشريع المالي الإسلامي والوسائل المتغيرة.
29. ضوابط الحيل وتطبيقاتها على صيغ التمويل: عقد المرابحة للآمر بالشراء والإيجار المنتهي بالتمليك لدى بنك البركة.
30. إلحاق نسب ولد الزنا بين الشريعة الإسلامية وقانون الأسرة الجزائري : دراسة مقارنة.
31. الآثار النفسية والتربوية للأمثال النبوية.
32. أحكام حقوق الامتياز في الفقه الإسلامي والقانون المدني : دراسة تطبيقية مقارنة.
33. التقديرات الشرعية وتطبيقاتها الفقهية.
34. الجانب التعزيري في جريمة السرقة : مع دراسة نقدية للقانون الجزائري.
35. الوقاية الصحية في السنة النبوية : دراسة موضوعية.
36. الرقابة على أموال الزكاة.
37. جريمة تبديد المال العام ووسائل مكافحتها في الفقه الإسلامي والقانون الجنائي الجزائري : دراسة مقارنة.
38. مبدأ رفع الحرج وتطبيقاته في إجراءات التقاضي : دراسة تحليلية مقارنة بين الفقه الإسلامي وقانون الإجراءات المدنية والإدارية الجزائري.
39. ختم الآيات القرآنية بأسماء الله الحسنى بين إعجاز المعنى وروعة البيان.
40. الإصلاح في القرآن.
41. السياق الدلالي وأثره في توجيه معاني آيات الإعجاز البياني : دراسة في رحاب التكرار.
42. الإعلان التجاري بين القانون الجزائري والتشريع الإسلامي : دراسة مقارنة.

## الهيئات المجاورة

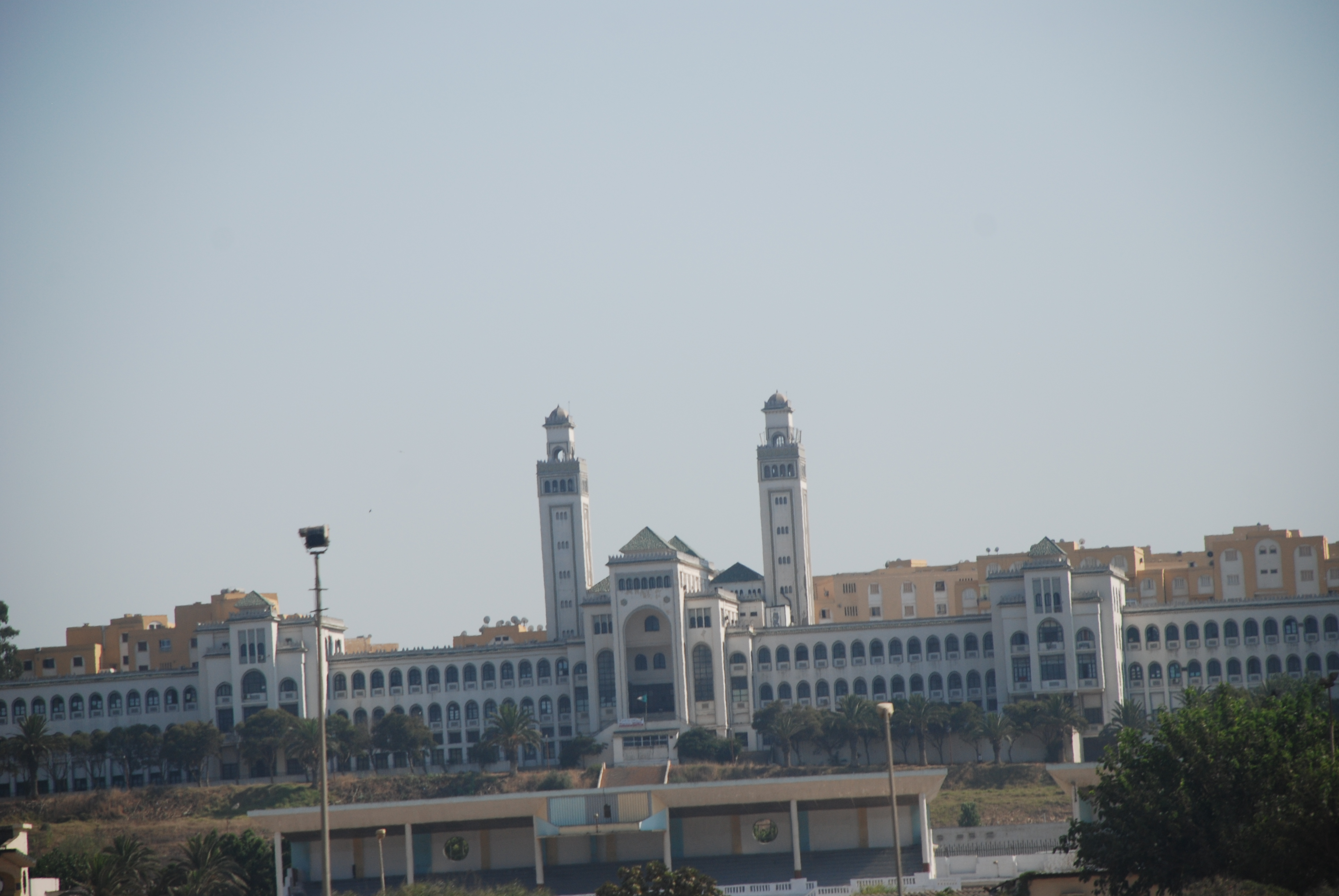
كلية العلوم الإسلامية في الجزائر
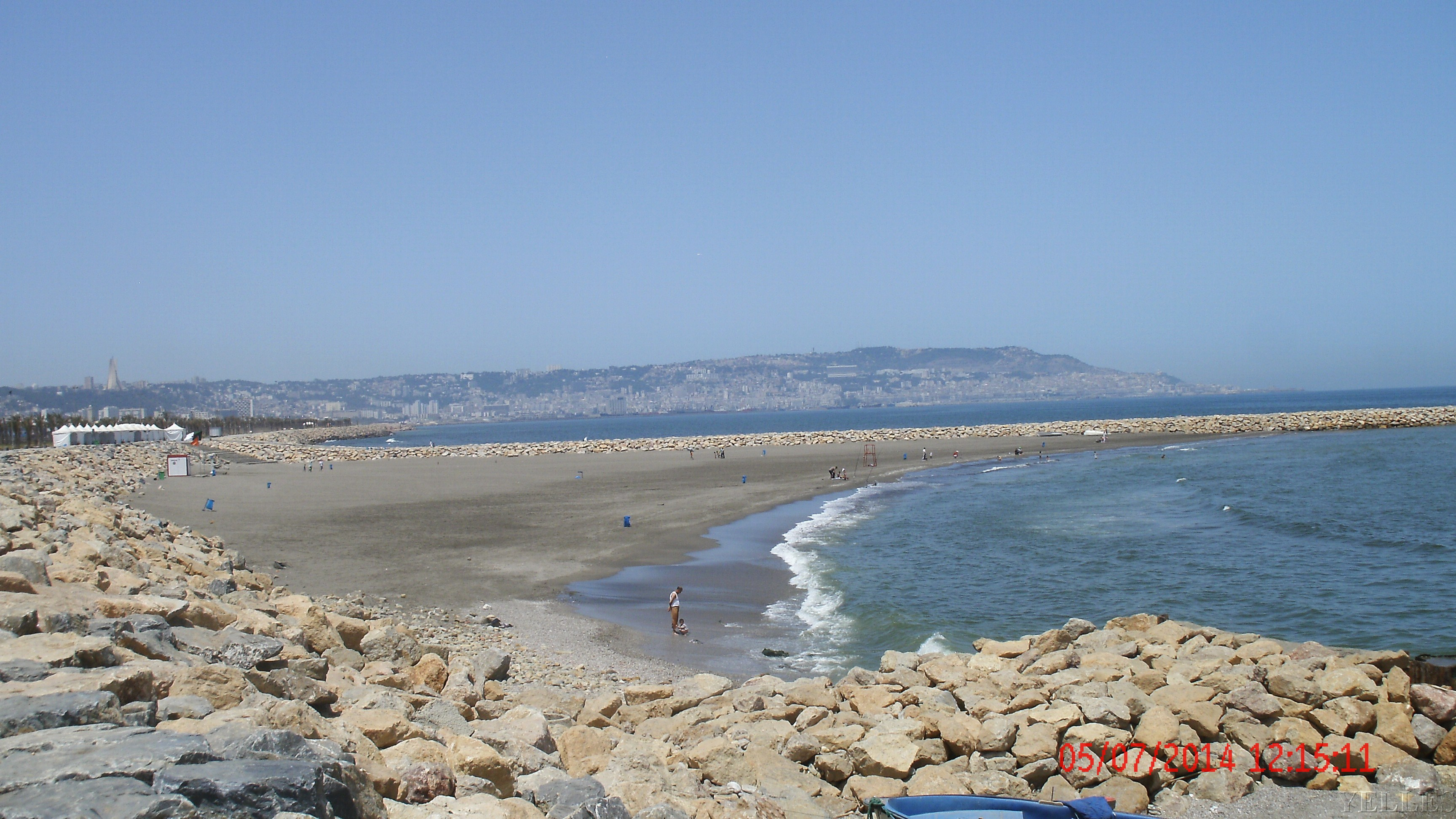
شاطئ الصابلات
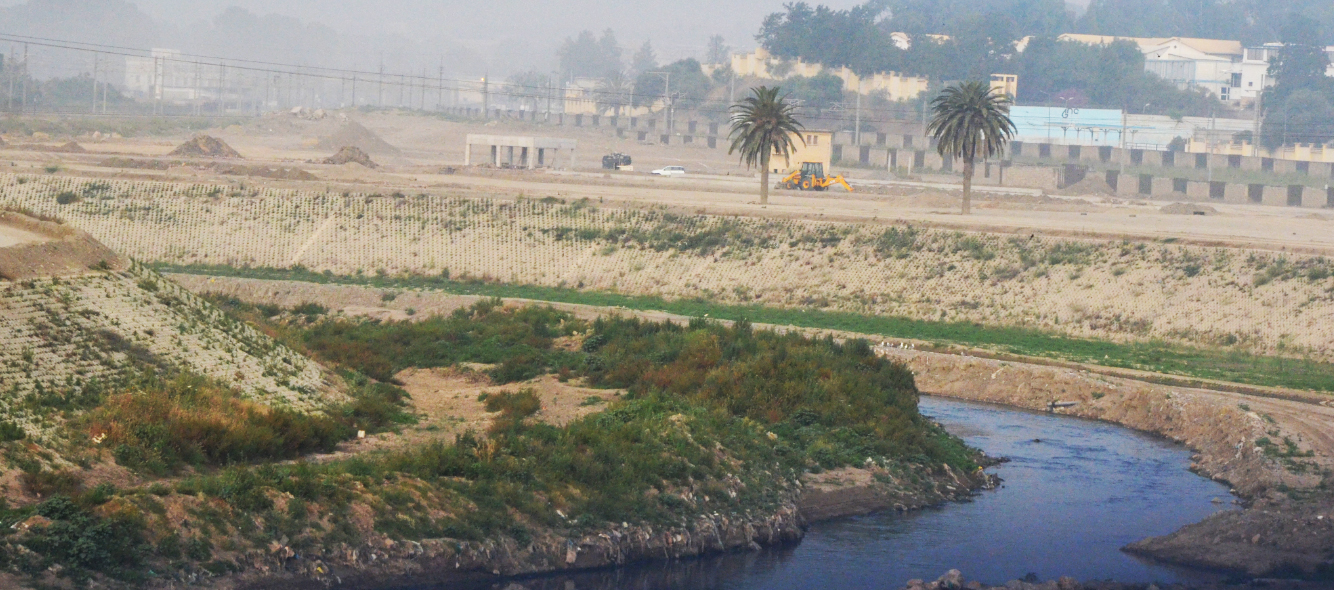
وادي الحراش
المحطة البرية للخروبة

### مواضيع ذات صلة
- وزارة التعليم العالي والبحث العلمي في الجزائر
- التعليم في الجزائر
- جامعة الجزائر
- جامعة الأمير عبد القادر في قسنطينة
- قائمة الجامعات في الجزائر
- قائمة الجامعات العربية
- قائمة الجامعات في إفريقيا
- قائمة الجامعات الإسلامية
- ولاية الجزائر
- دائرة حسين داي
- بلدية حسين داي

## وصلات خارجية
- الموقع الرسمي لوزارة التعليم العالي والبحث العلمي في الجزائر نسخة محفوظة 9 يوليو 2017 على موقع واي باك مشين.
- الموقع الرسمي لجامعة الجزائر
- الموقع الرسمي لكلية العلوم الإسلامية بالجزائر نسخة محفوظة 1 أبريل 2010 على موقع واي باك مشين.

### فيديوهات
- كل تخصصات كلية علوم إسلامية خروبة بداية من سنة أولى إلى الدكتورة + فرص العمل في كل تخصص على يوتيوب.